# استاروپتروو
استاروپتروو (انگلیسی: Staropetrovo) یک شهرک در شهرستان بیرسکی باشقیرستان کشور روسیه است.